# Jackson RR
Jackson Randy Rhoads — электрогитара, разработанная совместными усилиями Рэнди Роадса (Randy Rhoads) и Гровера Джексона (Grover Jackson) в начале 1980-х.
К тому времени гитары Charvel уже начинали пользоваться успехом, и Гровер побоялся ставить логотип Charvel на гитару Рэнди, чтобы не создавать лишних проблем, на что Рэнди дал своё одобрение.

## История
Первоначально эта гитара была названа «The Original SIN». Его второй Flying V был чёрным с серебряной накладкой (pickguard) и имел бридж со струнами сквозь корпус, он был назван «Concorde». Рэнди переделал «Конкорд», укоротив один рог. Он хотел создать гитару, напоминающую плавник акулы. Оба его Flying V имели кленовый корпус с кленовым сквозным грифом. Гитара имела локовые колки Grover, пару хамбакеров Seymour Duncan, TB-4 в бридже и SH-2 в неке. «SIN» имел стандартное винтажное тремоло.
Также используются тремоло Floyd Rose. Накладка на гриф имеет плоские лады, что упрощает игру быстрых риффов и соло. Обычно гриф имеет 22 лада, однако в некоторых моделях применяются 24-ладовые грифы. Голова грифа типична для гитар Jackson, а некоторые модели обладают инвертированной головой.
Эта модель была первой моделью Jackson Guitars. Она и по сей день является очень популярной моделью. Изначально Гровер произвёл два прототипа «Конкордов» для Рэнди и уже разработал третий, но не производил его, ожидая когда Рэнди выскажет своё мнение по поводу звука и ощущений от игры. Но Рэнди погиб в авиакатастрофе, не успев дать свой отзыв о гитаре.

## Модели
В настоящее время Jackson производит 12 различных моделей

### Серия USA Select
Базовая модель в серии USA Select — это RR1. RR1 выполнен из ольхи со сквозным кленовым грифом. Гриф имеет накладку из чёрного дерева и 22 лада джамбо. RR1 оснащён двумя хамбакерами Seymour Duncan и бриджем Original Floyd Rose. Существует четыре варианта RR1:
- RR1: Стандартная гитара Randy Rhoads
- RR1T: RR1 с бриджем и струнами сквозь корпус
- RR1 Left-Handed: Версия RR1 для левшей
- RR1T Left-Handed: Версия RR1T для левшей

### Серия Pro
Серия Pro — это серия профессиональных музыкальных инструментов, произведённых в Японии. В настоящее время существует пять различных моделей RR в серии Pro:
- RR3: Имеет корпус изготовленный из ольхи и привинченный гриф из клёна с палисандровой накладкой и 22 ладами. В неке и бридже установлены звукосниматели Seymour Duncan и лицензионный Floyd Rose.

В 2007 году ограниченным тиражом в 200 штук были выпущены белые RR с чёрными полосками, похожую отделку можно найти на RR5. Эта модель имеет звукосниматели Seymour Duncan и тремоло Floyd Rose как на RR3.
- RR5: Имеет корпус изготовленный из ольхи и гриф из клёна. Основное отличие от RR3 — «сквозной гриф». RR5 также доступна с позолоченной фурнитурой и фиксированным бриджем.
- RR5FR: По спецификациям совпадает с RR5, за исключением Floyd Rose FRT-O2000, чёрной фурнитуры и поставляется в чёрной, цвета слоновой кости или розового жемчуга отделке.
- RR24: Имеет корпус изготовленный из ольхи и гриф из клёна. Накладка грифа выполнена из чёрного дерева и имеет инкрустацию в виде «акульих зубов». Основное отличие этой модели от RR3 и RR5 — это 24 лада. Гриф имеет конструкцию «сквозь корпус», комплектуется тремоло Original Floyd Rose. Модель имеет только один активный звукосниматель EMG 81 в бриджевой позиции и 1 регулятор громкости. Эта модель очень похожа на Jackson Custom RR-L/L, заказанные Алекси Лайхо (Alexi Laiho) и Роопе Латвала (Roope Latvala), из которых только 60 были изготовлены и проданы в Финляндии (за исключением Лайхо и Латвала, у обоих имеются уникальные RR Custom в наличии). В отличие от RR24 они имеют «болченый» гриф, позолоченную фурнитуру и бридж JT580LP Floyd Rose. Лайхо и Латвала позднее перешли на гитары ESP (в 2003 году).

### Серия Pro Artist Signature
- Kevin Bond signature: Эта модель имеет 22 лада джамбо, сквозной гриф и корпус из Красного дерева(mahagony). Комплектуется хамбакерами Seymour Duncan «Iommi». В качестве бриджа используется «JT390 Adjustable Bridge with Schaller® Fine Tuning Tailpiece». Логотип Jackson — кроваво-красный.
- Matt Tuck signature: Эта модель имеет 22 лада джамбо, сквозной гриф из клёна и корпус из ольхи. Комплектуется хамбакерами EMG 81 (бридж) и EMG 85 (нек). Бридж — JT390, колки локовые «Sperzel».

### Серия X
RX10D из серии X имеет корпус из липы и кленовый гриф «на болтах», палисандровую накладку и 22 лада. Комплектуется хамбакерами Duncan Designed. В качестве бриджа используется «Jackson double locking tremolo».

### Серия JS
JS30RR — это электрогитара начального уровня, произведена в Индии. Корпус изготовлен из индийского кедра и имеет кленовый гриф «на болтах». Комплектуется двумя звукоснимателями Jackson и бриджем с конструкцией «струны сквозь корпус». Накладка из палисандра имеет 24 лада, что не характерно для RR. Также в серии была модель JS35RR, которая была аналогична по спецификациям с JS30RR и отличалась лишь наличием тремоло Floyd Rose, но производство этой модели было прекращено в 2000 году.
JS32/JS32T Rhoads — более поздние модели. Спецификации те же, что и у предыдущих, но с инкрустацией в виде «акульих плавников». Отличия между JS32 и JS32T в отсутствии тремоло Floyd Rose у последней.